# Horní Ves (Třebeň)
Horní Ves (németül: Oberndorf) Třebeň településrésze Csehországban a Karlovy Vary-i kerület Chebi járásában. Központi községétől 2 km-re nyugatra, 428 m tengerszint feletti magasságban fekszik. A 2001-es népszámlálási adatok szerint 10 lakóháza és 26 lakosa van.

## Története
Írott források elsőként 1279-ben említik. Egykori katonai védőművét valószínűleg a 14. században építették. Az építmény maradványai helyenként még fellelhetők. 1869 és 1978 között Třebeň község részét képezte, majd 1979-ben Františkovy Lázně városhoz csatolták. Az 1990-es közigazgatási átszervezés óta ismét Třebeň részét képezi.

## Nevezetességek
- Szakrális kisemléke 1746-ból származik.

## Fordítás
Ez a szócikk részben vagy egészben a Horní Ves (Třebeň) című cseh Wikipédia-szócikk fordításán alapul.  Az eredeti cikk szerkesztőit annak laptörténete sorolja fel. Ez a jelzés csupán a megfogalmazás eredetét és a szerzői jogokat jelzi, nem szolgál a cikkben szereplő információk forrásmegjelöléseként.